# 井宿二
雙子座ν，又名BD+20 1441，HD 45542、SAO 78423、HR 2343，是雙子座的一颗恒星，视星等为4.15，位于銀經192.42，銀緯4.35，其B1900.0坐标为赤經6h 23m 1.5s，赤緯+20° 4.35′ 32″。